# Antoni Pachnicki
Antoni Pachnicki ps. Jedwabnik (ur. 13 czerwca 1908 w Łodzi, zm. 11 września 1944 w Dzietrznikach) – podharcmistrz.
Urodził się w rodzinie rzemieślników łódzkich. Od lat chłopięcych związany był z harcerstwem. Najpierw jako zuch, a później harcerz. Należał do 6 Łódzkiej Drużyny Harcerskiej im. Jana Kilińskiego. W miarę dorastania, obejmował coraz to poważniejsze funkcje: w 1936 pełnił funkcję hufcowego w Hufcu Łódzkim współpracując z Komendą Chorągwi Łódzkiej.
W 1939 zgodnie z poleceniem Naczelnika Harcerzy brał udział w Pogotowiu Harcerzy powołanym w wyniku stanu zagrożenia państwa. W czasie okupacji hitlerowskiej był członkiem harcerskiej organizacji konspiracyjnej „Szare Szeregi” w Łodzi, noszącej kryptonim „Ul - Kominy”. W jego mieszkaniu przy ul. A. Struga 43 często odbywały się spotkania konspiracyjnych władz chorągwi z kurierami z Warszawy.
Brał udział w wielu akcjach przeciwko najeźdźcy m.in. w akcji o kryptonimie "N". Akcja ta polegała na wysyłaniu listów informujących o stratach wojsk niemieckich, które zostały przemilczane przez media Rzeszy do niemieckich urzędników, żołnierzy i ich rodzin. Miało to burzyć morale wojskowe przeciwnika. Antoni Pachnicki prowadził również zwiad gospodarczy. Przykrywką jego działalności konspiracyjnej była hodowla jedwabników – stąd jego pseudonim „Jedwabnik”. 
W ręce żandarmerii został wydany przez chłopa z Pątnowa. Odwieziono go na posterunek żandarmerii w domu probostwa w Dzietrznikach. Tam przetrzymywany był w piwnicy. Został zastrzelony przez żandarma niemieckiego 11 września 1944. Zwłoki zostały pochowane na miejscowym cmentarzu, a po wojnie ekshumowano i przeniesiono je do grobowca rodzinnego na Cmentarzu pod wezwaniem Św. Franciszka przy ul. Rzgowskiej w Łodzi.
Jest patronem 62 łódzkiej drużyny harcerzy im. phm Antoniego Pachnickiego.